# Tempyō-Kampō
Tempyō-Kampō (japanisch 天平感宝) ist eine japanische Ära (Nengō) von  Mai 749 bis August 749 nach dem gregorianischen Kalender. Der vorhergehende Äraname ist Tempyō, die nachfolgende Ära heißt Tempyō-Shōhō. Die Ära fällt in die Regierungszeit des Kaisers (Tennō) Shōmu. 
Der erste Tag der Tempyō-Kampō-Ära entspricht dem 4. Mai 749, der letzte Tag war der 18. August 749. Die Tempyō-Kampō-Ära dauerte nur 107 Tage.